# 綾部祐二
綾部 祐二（あやべ ゆうじ、1977年〈昭和52年〉12月13日 - ）は、日本のお笑いタレント、コメディアン、俳優。お笑いコンビ・ピースのメンバー。吉本興業所属。茨城県古河市出身。2017年以降はアメリカを拠点にして個人で活動。

## 来歴
地元の椅子工場「東洋工芸」の茨城工場に勤務し、東京を訪れた際に「ダウンタウンのごっつええ感じ」のロケを収録中のダウンタウンを見たのが芸人を志したきっかけ。20歳から5年ほどシダックスの地元店舗に準社員待遇で勤務し、原宿のビッグエコーで勤務経験がある。
吉本総合芸能学院（NSC） 東京校に入学。「スキルトリック」というコンビで活動し、ボケを担当。1999年8月15日に初舞台を踏んでデビュー。NSCを卒業してから半年後に解散。その後は、ピン芸人や裏方として活動。2003年に又吉直樹とピースを結成。
2012年度タレント番組出演本数ランキングでは10位にランクインしたが、年末に後述の不祥事が判明する。吉本男前ランキングで、2012年から2014年まで3年連続で1位となり、殿堂入りとなった。
2015年7月、又吉が小説『火花』で芥川賞を受賞し、文化人としても活動の場を広げるようになると、又吉と同席する公の場で「これからは（又吉）大先生の後ろに秘書みたいにいます」とコンビ間格差をネタにするようになる。同年9月から放送された『別れたら好きな人』で昼ドラ初主演。
2016年10月8日に会見を開き、2017年4月からニューヨークを拠点に活動すると発表。就労ビザの関係などで手続きが半年遅れ、実際の移住は同年10月からとなった。2018年1月にウェブサイト「Yuji Ayabe Official USA」を開設。
アメリカに拠点を移した後は毎年2月に開催されるNFLスーパーボウルの現地取材を行うオードリーのNFL倶楽部（日本テレビ）においてMCのオードリーとのロケならびに試合解説ゲストとして出演している。
2022年5月、YouTubeチャンネル「YUJI AYABE from AMERICA」を開設。同年7月16日に発売した自身のエッセイの中で、アメリカで英語教師として勤務している日本人の一般女性と結婚していたことを発表した。
2023年10月15日、ラフォーレ原宿で開催の『ピーストークライブ 〜本とアメリカ〜』のため、6年ぶりに帰国。又吉とのトークを行った。

## 芸風
女好きを前面に出したナルシストなキャラクター。落語の際は「エロ亭姫はじめ」を名乗っている。ピン芸人時代はしゃべくり漫談をしていた。相方とのネタ合わせも必ずこの独演会から始まるという。すべった時や白けた雰囲気になった発言のあとに「これ、キャンセルでお願いします」の台詞が通例だった。
又吉は綾部について「一瞬の閃きが同世代でトップレベルで敵がいないほど才能がある」、「発想だけは誰とも類似性がなく、まだ世に出ていない何かを生み出す能力が突出している」と評し、「綾部とコンビを組んで以来、評論家らしき人が伝えるものは綾部の社交性や器用さ、逆境に立たされてもめげずに自分のキャラクターを際立たせられる、といった表層的なところのみで、閃きを長所として称えられているのを見たことがない」と語っている。

## 人物
身長は167cm、体重は55kg、血液型O型。1977年製のハーレーダビッドソン・XLCRが愛車。“自分と同い年”であることに運命を感じて購入した。ヴィンテージハーレーコレクターとしてインスタに投稿している。中学生のころからアメリカンフットボール観戦が趣味である。かつてはサンフランシスコ・49ersを応援していたが、のちにニューヨーク・ジェッツのファンとなる。
自他共に認める女好きで、特に熟女を好む。2012年8月17日に発売された『週刊ポスト』で、藤田紀子と30歳差の熱愛と五月みどりや奈美悦子とメールのやり取りなどが報じられる。スカトロホッパーと呼ばれ、スカトロに対しての造詣や愛が深い。
ペニーオークションをめぐり、虚偽の内容をブログに掲載して金銭を受け取っていたことが発覚した。所属事務所によると、2011年1月に実際は落札していない電化製品を落札したとする記事と写真をブログに掲載し、5万円の謝礼を受け取っていた。2012年12月14日のブログで「知人に頼まれたとはいえ、自分の軽率な行動で皆様に、大変ご迷惑かけてしまい申し訳ありませんでした」と謝罪の意を記した。
元お笑いコンビの5番6番は高校の1年先輩。渡米して2022年時点では数年が経っているが英語は滅法下手とされている。
コロナ禍のアメリカでは東洋人というだけで、コロナ禍と関係があっても無くても随分と人種差別や偏見を受けたといい、新型コロナウイルスを持ち込んだ元凶のように街で罵倒されたり、「背後を走ったので驚いた」という理由で黒人に殴られたり、年配の白人女性に人種を理由にベンチから退くように言われたりした。もっとも、綾部本人は自身の語学力が低いため現地の人々に子供扱いされた面もあると分析している。一方でBLMについては「この余波で、街の治安が悪くなったのは間違いない」と、自身もBLMの襲撃の現場に居合わせた実体験も語りつつ単純に恐怖を感じたと振り返っている。

## 出演

### バラエティ番組
- トーキョープラズマボーイズ（2002年4月15日 - 9月16日、フジテレビ系） ※この番組でテレビデビュー。
- スリルな夜「イケメン合衆国」（2007年7月6日 - 2008年3月14日、フジテレビ系）
- 芸人報道（2010年4月6日 - 2014年4月1日、日本テレビ系）
- 超再現!ミステリー（2012年4月17日 - 8月21日、日本テレビ系）
- ナカイの窓（2013年1月30日 - 2017年2月22日、日本テレビ系） - 準レギュラー（ゲストMC）
- こそこそチャップリン（2015年10月4日 - 2016年3月27日、テレビ東京系） - プレゼンター[19]
  - じわじわチャップリン（2016年4月2日 - 2017年3月25日、テレビ東京系）
- 超ハマる!爆笑キャラパレード（2016年4月23日 - 2017年3月25日、フジテレビ系）
- 王様のブランチ（2016年4月2日 - 2017年3月25日、TBS系）※午後のみ
- 妄想マンデー（2016年4月11日 - 2017年3月27日、AbemaTV）
- にじいろジーン（2015年7月 - 2017年3月、フジテレビ系） - 準レギュラー（レポーター）[20]
- オードリーのNFL倶楽部（日本テレビ系） - 2018年より年1レギュラー

特番
- ヒルスパ! 禁断の事実!知らなきゃよかったニュース（2012年11月11日、関西テレビ） - MC
  - 禁断の事実!知らなきゃよかったNEWS（2013年3月26日・7月28日、関西テレビ・フジテレビ系） - MC
- マイフェアボーイ〜極上男子のつくりかた〜（2013年3月30日、フジテレビ） - MC
- ほんとになった作り話（2015年4月28日（27日深夜）、日本テレビ系） - MC
- 徳井・綾部の米俵でおねだり旅〜京美女編〜（2015年11月8日、フジテレビ）
- スーパーボウル中継（日本テレビ系） - ゲスト解説
  - 第52回スーパーボウル（2018年2月5日）
  - 第53回スーパーボウル（2019年2月4日）
  - 第54回スーパーボウル（2020年2月3日）

### テレビドラマ
- ラブ・ジャッジ2 （2004年12月28日、TBS） - ハヤト 役
- 幸せになろうよ（2011年4月18日 - 6月27日、フジテレビ） - 上野隆雄 役
- 謎解きはディナーのあとで 第8話「殺意のパーティにようこそ」（2011年12月6日、フジテレビ） - 宝生麗子とすれ違う会社員 役
- 赤川次郎原作 毒〈ポイズン〉（2012年10月4日 - 12月27日、読売テレビ） - 主演・松井十一 役
- ザ・プレミアム「判事マツケン」（2015年2月28日、NHK）
- 37.5℃の涙 第5話「母から娘へ最期のメッセージ…毒親との再会」（2015年8月6日、TBS） - 伊藤敬二 役
- 別れたら好きな人（2015年9月28日 - 11月27日、東海テレビ） - 主演・木原二郎 役 [21]
- 99.9-刑事専門弁護士- 第8話「深山逮捕!! ついに明かされる衝撃の過去」（2016年6月5日、TBS） - 黒川陽介 役

### ウェブドラマ
- 特命係長只野仁（2017年、AbemaTV） - 綾部祐二（妄想マンデーMC）役

### ラジオ
- ピース綾部のオールナイトニッポンR（2008年11月23日、ニッポン放送）
- オードリーのオールナイトニッポン（2020年2月2日、ニッポン放送）-　ゲスト出演[22]

### 映画
- ドロップ（2009年3月20日公開、角川映画） - ルパン（安城豊） 役
- 喧嘩番長 劇場版〜全国制覇（2010年3月6日公開、ジョリー・ロジャー） - 主演・坂本タカシ 役
- 漫才ギャング（2011年3月19日公開、角川映画） - 石井保 役
- TSY タイムスリップヤンキー（2012年2月11日公開、ジョリー・ロジャー） - 主演・大海翔太朗 役
- 自縄自縛の私（2013年2月2日公開、よしもとクリエイティブ・エージェンシー） - 持田裕太 役
- NMB48 げいにん!THE MOVIE リターンズ 卒業!お笑い青春ガールズ!!新たなる旅立ち（2014年7月25日公開、よしもとクリエイティブ・エージェンシー）
- 仮面ライダー×仮面ライダー ドライブ&鎧武 MOVIE大戦フルスロットル（2014年12月13日公開、東映） - ゾルーク東条 / 仮面ライダールパン 役

### オリジナルビデオ
- てれびくん超バトルDVD 仮面ライダードライブ シークレット・ミッション type LUPIN（タイプ・ルパン） 〜ルパン、最後の挑戦状〜（2015年） - 仮面ライダールパンの声 役[23]

### 吹き替え
- 猿の惑星: 新世紀（2014年、20世紀フォックス） - マクベイ（ケヴィン・ランキン） 役

### 舞台
- いつか遭えたら 〜娘の夢を母が斬る!?〜（2016年1月15日、新宿シアターサンモール、脚本・演出：鈴木おさむ） - デブ専パブ常連客の社長 役 ※日替わりキャスト

### CM・広告
- コマーシャル・アールイー・ドッとあーる賃貸・ポスター篇（2006年） - 藤井隆のマネージャー 役
- 日本コカ・コーラ「ジョージアエメラルドマウンテンブレンドブラック」（2012年）
- すかいらーく「ガストグランプリ」（2013年）
- TBC「広告キャンペーン〜TBCリアル脱毛プロジェクト〜」（2015年）
- ミックスCD「サマパ!Summer Party mixed by DJ和」（2015年）[24]
- Alphabet「Google Pixel 6a」（2022年）[25]
- 日本コカ・コーラ「綾鷹」×日清食品グループ「どん兵衛」コラボキャンペーン（2022年） - ワールドアンバサダーに就任[26][27]
- DocuSign「これからは、ドキュサイン」（2022年）[28]
- 焼肉清香園（2024年1月～）

### PV
- ナオト・インティライミ「ありったけのLove Song」（2010年9月29日）

## 著書・写真集
- 『AYABE MODE』（2012年12月21日、ワニブックス）
- 『熟女論』（2013年4月19日、主婦と生活社）
- 神室舞衣写真集『BED GAME』（2016年4月15日、集英社） ※カメラマンとして
- HI, HOW ARE YOU?（2022年7月15日、KADOKAWA）ISBN 978-4048974608